# Kudloor, Kushtagi
Kudloor là một làng thuộc tehsil Kushtagi, huyện Koppal, bang Karnataka, Ấn Độ.